# Urodexiomima uramyoides
Urodexiomima uramyoides är en tvåvingeart som beskrevs av Townsend 1927. Urodexiomima uramyoides ingår i släktet Urodexiomima och familjen parasitflugor. Inga underarter finns listade i Catalogue of Life.